# اتفاقية الشراكة الاقتصادية الشاملة بين إندونيسيا وتشيلي
اتفاقية الشراكة الاقتصادية الشاملة بين إندونيسيا وتشيلي هي اتفاقية تجارة حرة ثنائية موقعة بين تشيلي وإندونيسيا. وقعت في ديسمبر 2017، وأصبحت سارية منذ أغسطس 2019.

## الشروط
غطت الاتفاقية الإلغاء التدريجي للرسوم الجمركية على 9.308 سلعة تصدرها تشيلي إلى إندونيسيا (بما في ذلك النحاس وزيت الزيتون ومنتجات الألبان) و7.669 سلعة تصدرها إندونيسيا إلى تشيلي (بما في ذلك زيت النخيل ومنتجات السيارات والأحذية). 7.669 منتجًا إندونيسيًا تم إلغاء التعريفات الجمركية على الفور بمجرد دخول الاتفاقية حيز التنفيذ، في حين تم إلغاء التعريفات المتبقية في غضون 6 سنوات من التنفيذ.

## التاريخ
اتفقت الحكومتان التشيلية والإندونيسية لأول مرة على تشكيل مجموعة دراسة مشتركة لاتفاقية تجارية محتملة في نوفمبر 2008، وتلقي التقرير النهائي بحلول نوفمبر 2009. لم تبدأ المفاوضات الأولى إلا بعد خمس سنوات في مايو 2014 في سانتياغو، وبعد ثلاث سنوات من التوقف استؤنفت المفاوضات بجولة أخرى في جاكرتا خلال مارس 2017. عُقدت ثلاث جولات أخرى خلال عام 2017، وفي 14 ديسمبر 2017 تم توقيع الاتفاقية الرسمية في سانتياغو بين وزير الخارجية التشيلي هيرالدو مونيوز ووزير التجارة الإندونيسي إنجارتياستو لوكيتا.
صدق مجلس نواب الشعب الإندونيسي ومجلس الشيوخ في تشيلي على الاتفاقية في 6 يونيو 2018 و28 نوفمبر 2018 على التوالي. ودخلت الاتفاقية حيز التنفيذ في 10 أغسطس 2019. كانت تشيلي أول دولة في أمريكا اللاتينية لديها اتفاقية تجارة ثنائية مع إندونيسيا.
بالإضافة إلى اتفاقية التجارة الحرة، اتفق البلدان على الدخول في مفاوضات بشأن التجارة في الخدمات، وهي عملية من المتوقع أن تبدأ في الربع الأخير من عام 2020.